# Ocotea revolutifolia
Ocotea revolutifolia är en lagerväxtart som beskrevs av A.Quinet. Ocotea revolutifolia ingår i släktet Ocotea och familjen lagerväxter. Inga underarter finns listade i Catalogue of Life.